# ローカパーラ

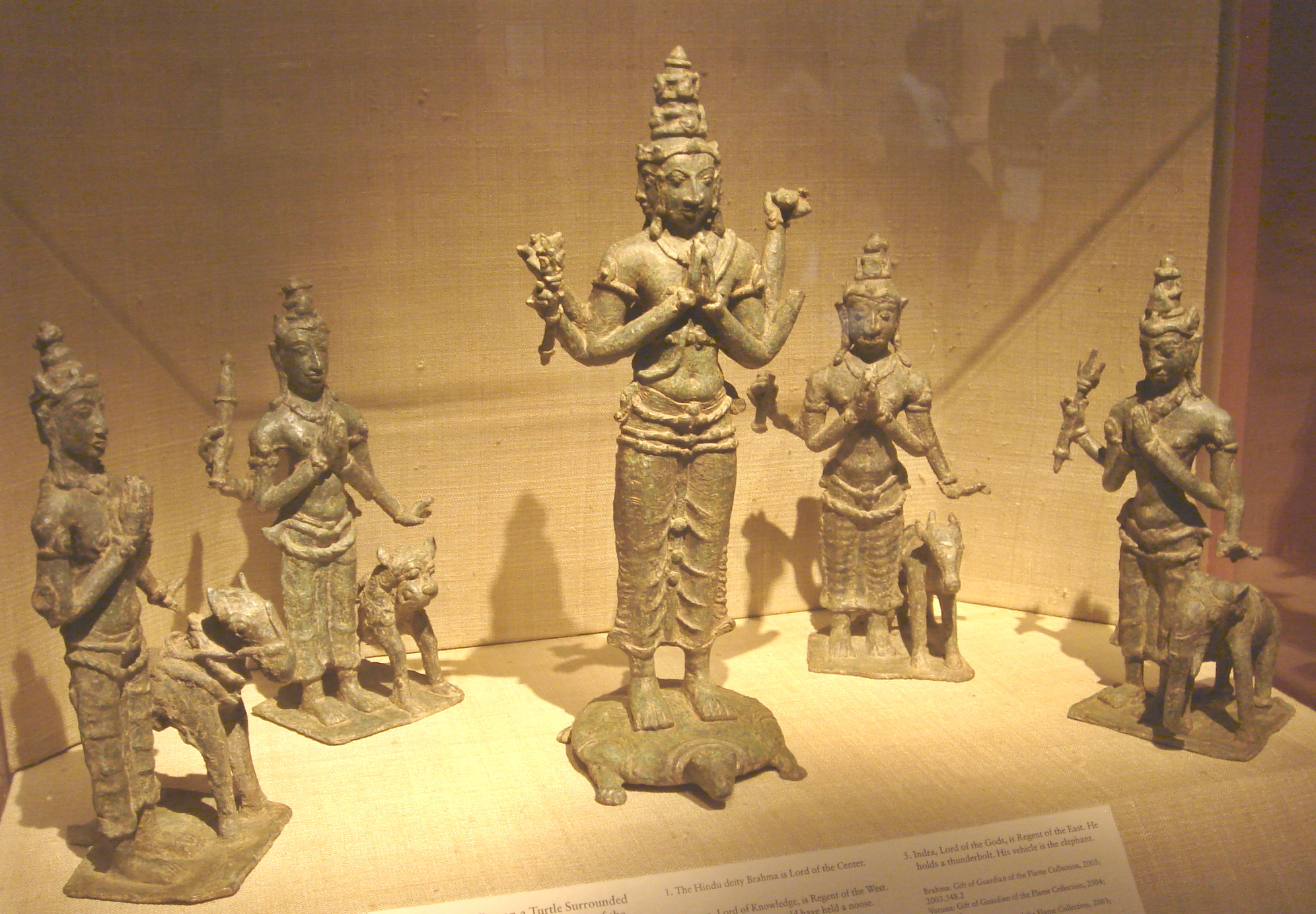
ブラフマーとローカパーラのヴァルナ、クベーラ、ヤマ、インドラ

ローカパーラ（サンスクリット語: लोकपाल, Lōkapāla）は、インド神話の神である。

## 解説
ローカパーラは「世界を守るもの」の意味で、4方位または8方位のそれぞれにある神の総称である。
また、ローカパーラは仏教における十二天の原型とされている。ただしヴェーダの成立年代によってその内容は多様に変化するため必ずしも仏教の十二天と一致しない場合がある。
| 書名                     | 東                            | 東南          | 南                                               | 西南     | 西                  | 北西            | 北                                                  | 北東                | 上                                        | 下                                | 日                | 月                       |
| ------------------------ | ----------------------------- | ------------- | ------------------------------------------------ | -------- | ------------------- | --------------- | --------------------------------------------------- | ------------------- | ----------------------------------------- | --------------------------------- | ----------------- | ------------------------ |
| ウパニシャッド           | スーリヤ                      |               | ヤマ                                             |          | ヴァルナ            |                 | ソーマ                                              |                     | アグニ                                    |                                   |                   |                          |
| 『アタルヴァ・ヴェーダ』 | アグニ                        |               | インドラ                                         |          | ヴァルナ            |                 | ソーマ                                              |                     | ブリハスパティ                            | ヴィシュヌ                        |                   |                          |
| 『アタルヴァ・ヴェーダ』 | インドラ                      |               | ヤマ                                             |          | ダートリ            |                 | サヴィトリ                                          |                     | アシュヴィン双神                          | アグニ                            |                   |                          |
| 『アタルヴァ・ヴェーダ』 | アグニ ヴァス神群 ヴァーユ 風 |               | ソーマ ルドラ/アスラ ヴァルナ アーディティヤ神群 |          | スーリヤ 天地 水 木 |                 | ヴィシュヴァカルマン サプタルシ インドラ マルト神群 |                     | ブリハスパティ ヴィシュヴェーデーヴァース | プラジャーパティ プラティシュラー |                   |                          |
| 『マハーバーラタ』       | インドラ                      | アグニ        | ヤマ                                             | スーリヤ | ヴァルナ            | ヴァーユ        | クベーラ                                            | ソーマ              |                                           |                                   |                   |                          |
| 十二天                   | 帝釈天 (インドラ)             | 火天 (アグニ) | 焔摩天 (ヤマ)                                    | 羅刹天   | 水天 (ヴァルナ)     | 風天 (ヴァーユ) | 毘沙門天 (クベーラ)                                 | 伊舎那天 （シヴァ） | 梵天 （ブラフマー）                       | 地天 （プリティヴィー）           | 日天 （スーリヤ） | 月天 (チャンドラ/ソーマ) |

スーリヤ・マジャパヒト、このインドネシアの図像は『マハーバーラタ』のローカパーラと共通点を持っている

以上のように、『マハーバーラタ』のローカパーラは仏教の十二天とほぼ一致する。このほか、方位こそないが『マハーバーラタ』のローカパーラと同じ組み合わせは『マヌの法典』でも言及されている。そこでは、アグニとヴァーユ(火と風)、スーリヤとソーマ(日と月)、ヤマとクベーラ(法と富)、インドラとヴァルナが対になっていることが述べられており、これらはそのまま『マハーバーラタ』のローカパーラの正対する方位に対応する。

## ギャラリー

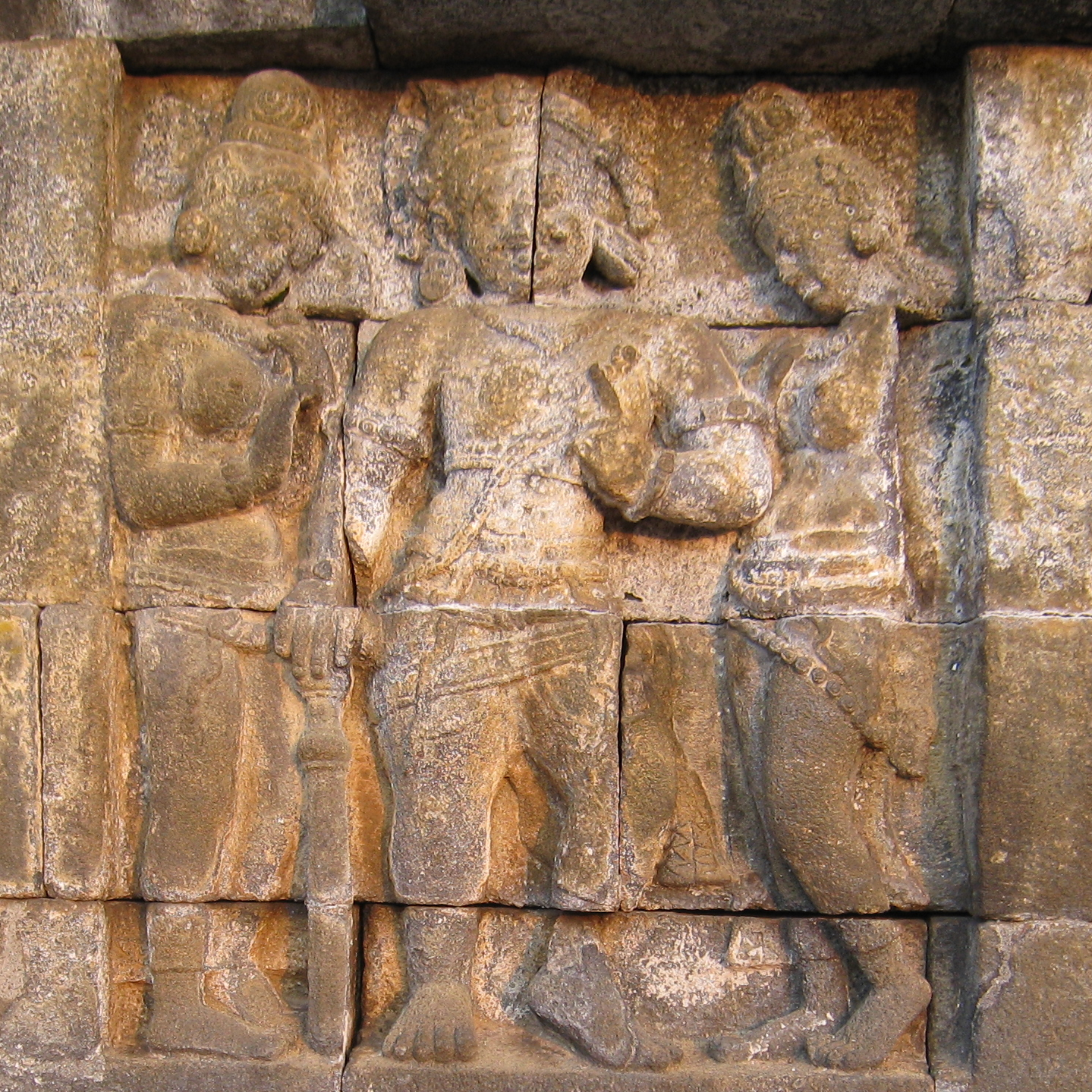
ローカパーラのレリーフ（ボロブドゥール）
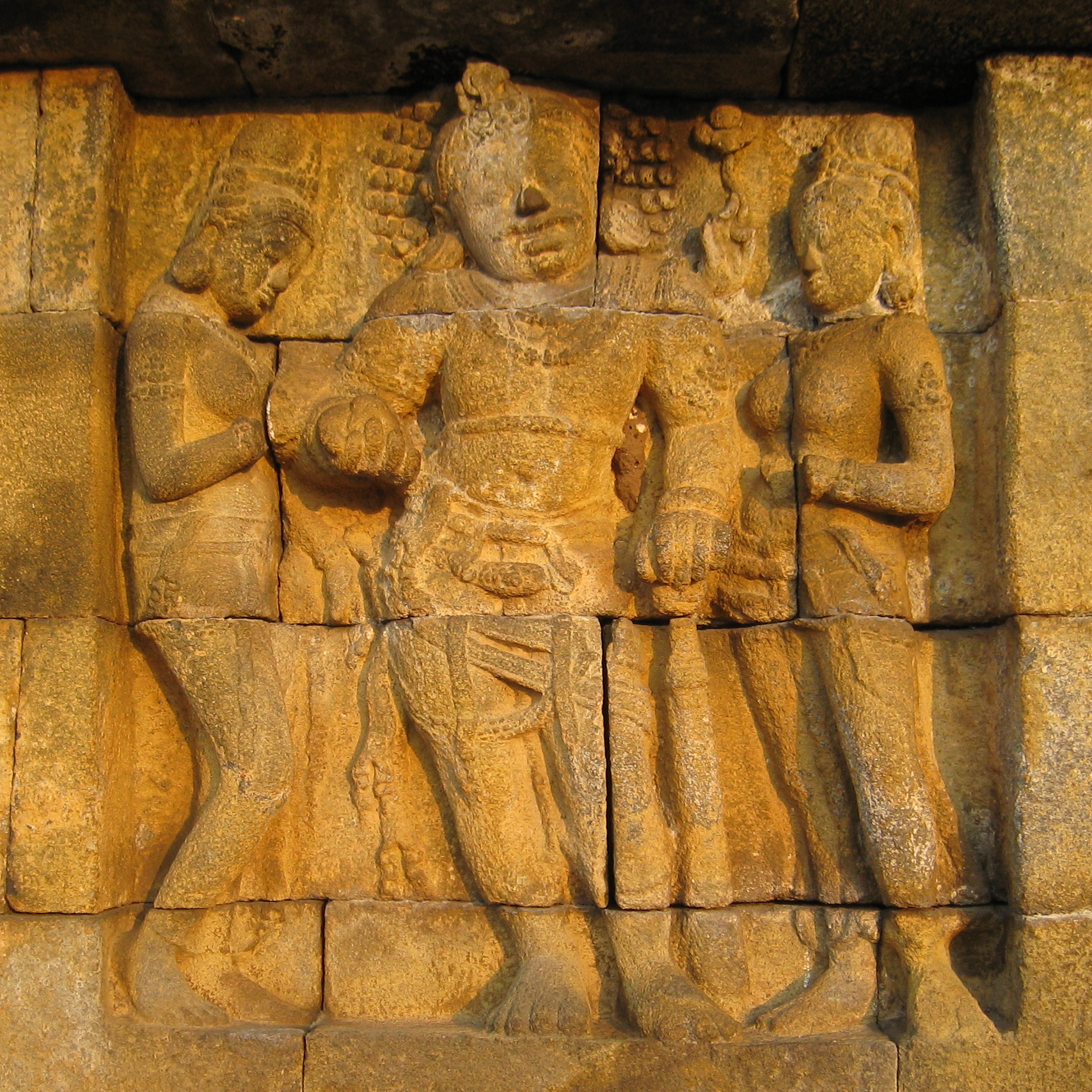
ローカパーラのレリーフ（ボロブドゥール）
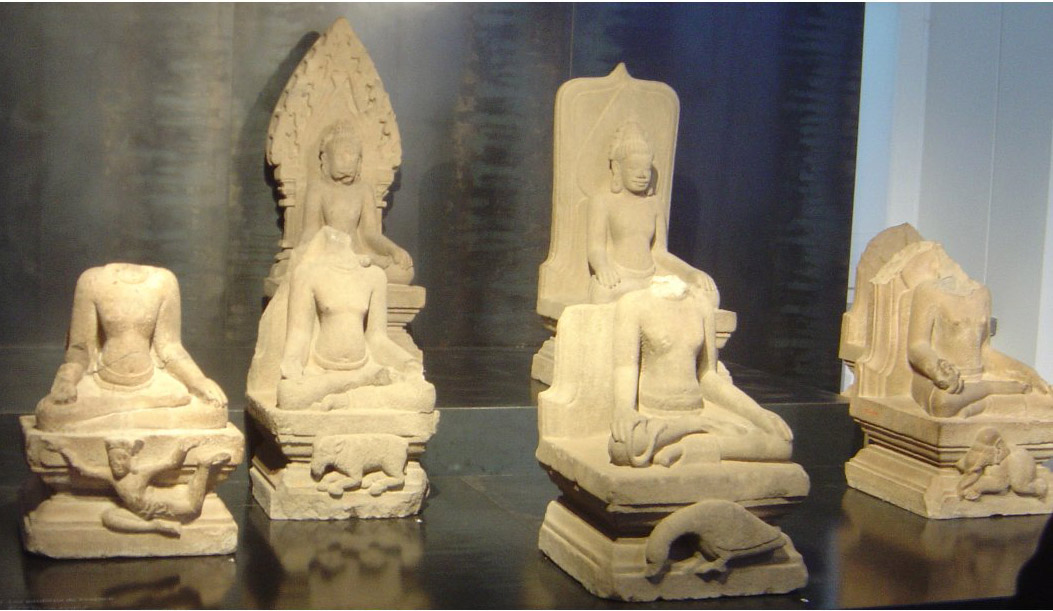
ベトナム・チャンパ王国の偶像（10世紀）